# Schwarzkopf (Bayerischer Wald)
Der Schwarzkopf gehört zu den weniger bekannten Gipfeln des östlichen Bayerischen Waldes. Er ist 1060 m ü. NHN hoch und liegt zwischen Herzogsreut, Annathal und Philippsreut. Am höchsten Punkt befindet sich ein schlichtes Gipfelkreuz mit Ausblick auf Herzogsreut. Auf den Schwarzkopf führt kein markierter Wanderweg, mögliche Anstiege beginnen in Philippsreut, Schlichtenberg und an der Bärenbachruhe. Der Berg ist nicht zu verwechseln mit dem Čerchov (dt. Schwarzkopf) des Oberpfälzer Waldes.